# Фермата Тјера (Потенца)
Фермата Тјера (итал. Fermata Tiera) је насеље у Италији у округу Потенца, региону Базиликата.
Према процени из 2011. у насељу је живело 51 становника. Насеље се налази на надморској висини од 711 м.